# Altenmünster
Altenmünster est une commune allemande de Bavière située dans l'arrondissement d'Augsbourg et le district de Souabe.

## Géographie

Situation d'Altenmünster dans l'arrondissement d'Augsbourg

Altenmünster est située sur la rivière Zusam, affluent du Danube, dans le Parc naturel d'Augsbourg-Westliche Wälder, à la limite avec les arrondissements de Dillingen au nord et de Güntzburg à l'ouest, à 32 km au nord-ouest d'Augsbourg.
La constituée de neuf quartiers : Altenmünster, Baiershofen, Eppishofen, Hegnenbach, Hennhofen, Neumünster, Unterschöneberg, Violau et Zusamzell.
Communes limitrophes (en commençant par le nord et dans le sens des aiguilles d'une montre) : Holzheim, Villenbach, Zusamaltheim, Emersacker, Welden, Zusmarshausen, Winterbach et Landensberg.

## Histoire
Le village d'Altenmünster appartenait au IXe siècle aux possessions du monastère d'Ellwangen, puis en 1260, il passe dans l'orbite du monastère d'Oberschönenfeld et de la principauté épiscopale d'Augsbourg jusqu'en 1803 et à son incorporation au royaume de Bavière. Altenmünster est érigé en commune en 1818 et intégré à l'arrondissement de Zusmarshausen jusqu'en 1929, puis à celui de Wertingen jusqu'à sa disparition en 1972.
Lors des réformes administratives des années 1970, la commune de Hennhofen en 1972 et celles de Baiershofen, Eppishofen, Neumünster, Unterschöneberg et Zusamzell en 1978 sont incorporées à la nouvelle commune d'Altenmünster.

## Démographie
| 1840  | 1871  | 1900  | 1910  | 1925  | 1933  | 1939  | 1950   | 1961  |
| ----- | ----- | ----- | ----- | ----- | ----- | ----- | ------ | ----- |
| 2 457 | 2 361 | 2 438 | 2 656 | 2 511 | 2 656 | 2 382 | 3 946, | 3 001 |

| 1970  | 1987  | 2000  | 2005  | 2009  | - | - | - | - |
| ----- | ----- | ----- | ----- | ----- | - | - | - | - |
| 3 096 | 3 385 | 3 830 | 3 772 | 3 747 | - | - | - | - |

## Monuments
- Zusamzell, église St Nikolaus ;
- Baiershofen, église St Leonhard ;

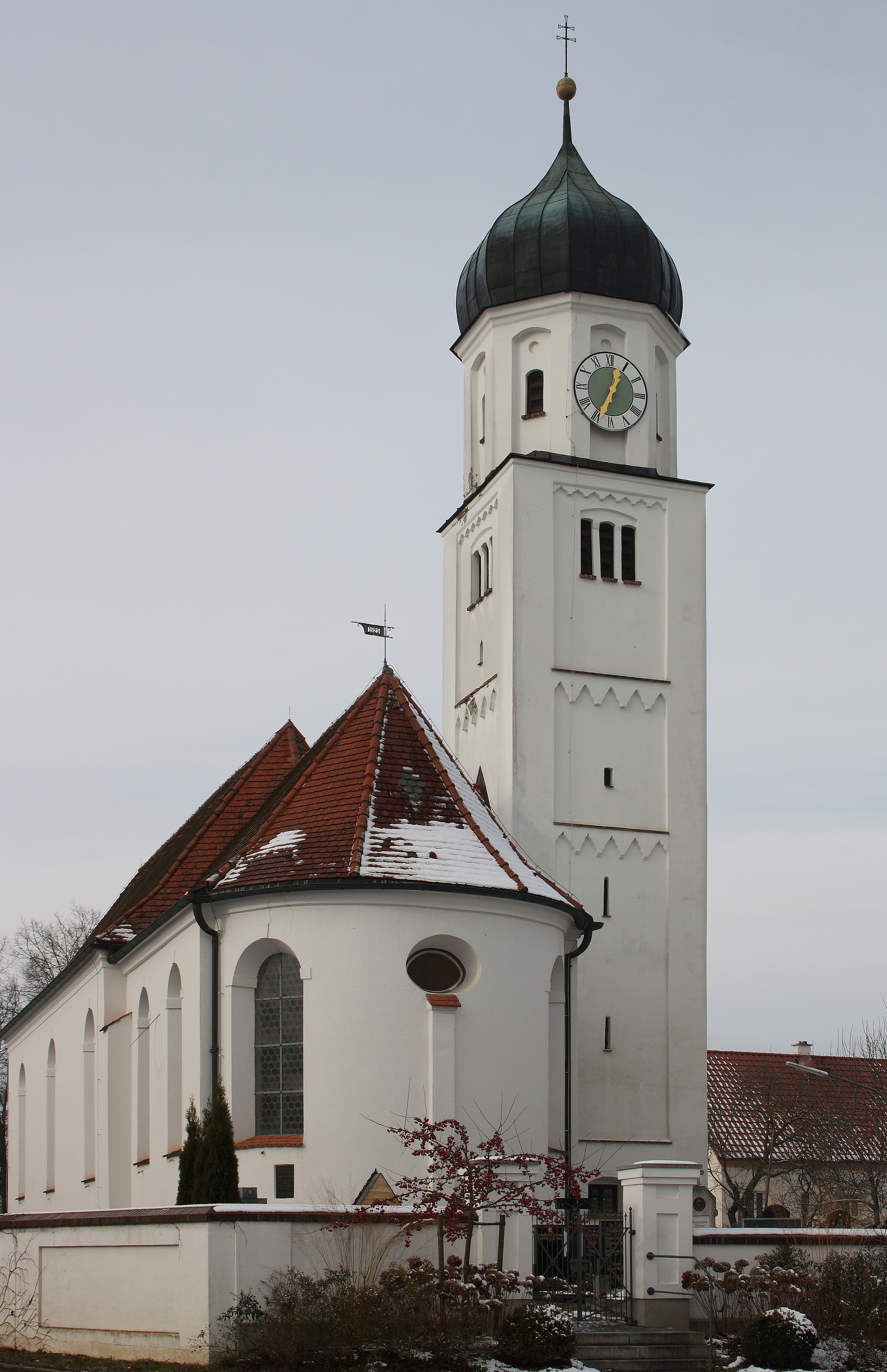
L'église St Leonhard de Baiershofen

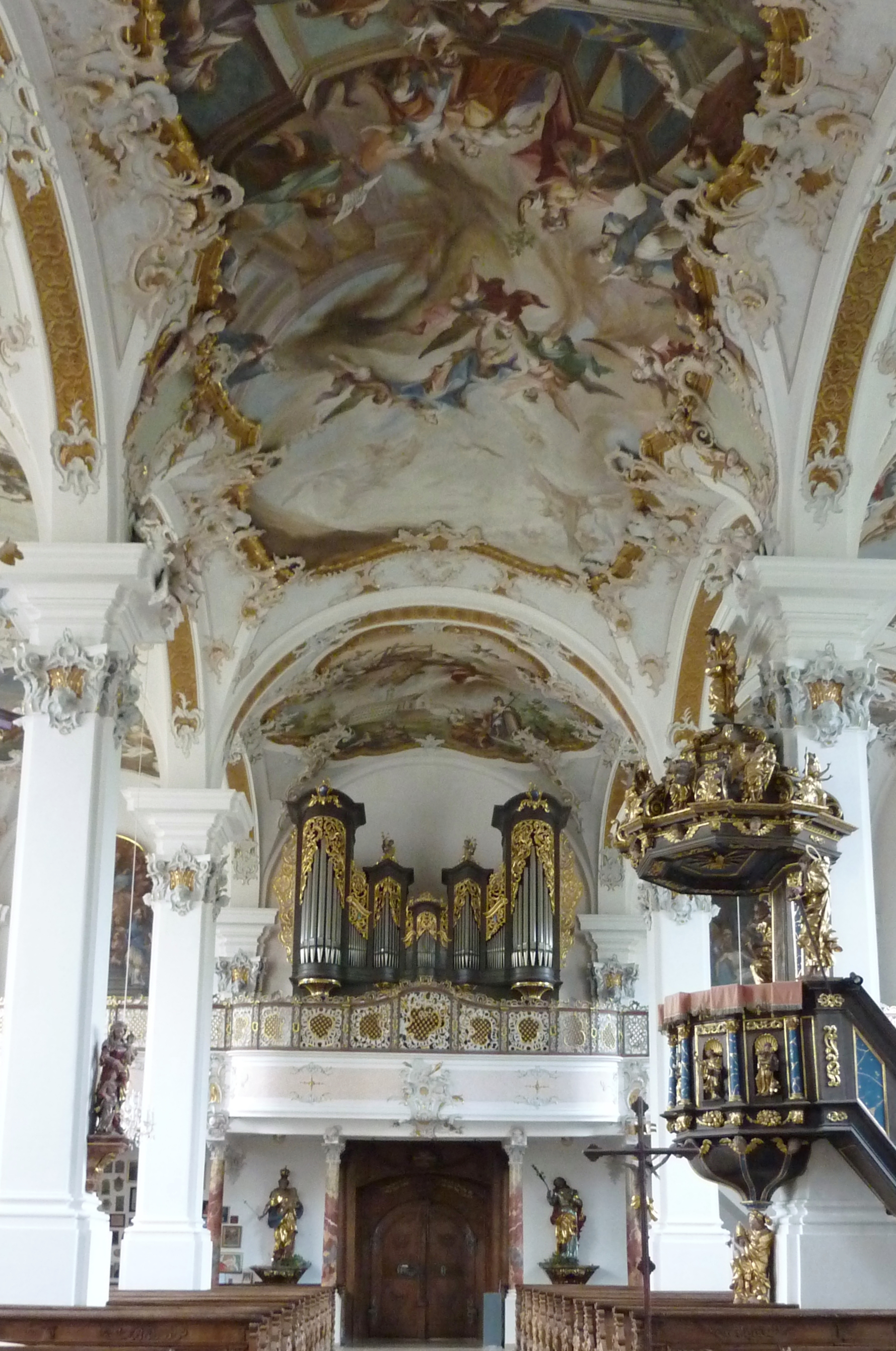
La nef, la chaire et les orgues de l'église St Michael de Violau

- Violau, église de pèlerinage St Michael.